# Physemacris
Physemacris är ett släkte av insekter. Physemacris ingår i familjen Pneumoridae.
Kladogram enligt Catalogue of Life:
| Physemacris | \| \| Physemacris papillosa \| \| \| \| \| \| Physemacris variolosa \| \| \| \| |
|             | \| \| Physemacris papillosa \| \| \| \| \| \| Physemacris variolosa \| \| \| \| |
|             | Bullacris                                                                       |
|             |                                                                                 |
|             | Parabullacris                                                                   |
|             |                                                                                 |
|             | Paraphysemacris                                                                 |
|             |                                                                                 |
|             | Peringueyacris                                                                  |
|             |                                                                                 |
|             | Physophorina                                                                    |
|             |                                                                                 |
|             | Pneumora                                                                        |
|             |                                                                                 |
|             | Pneumoracris                                                                    |
|             |                                                                                 |
|             | Prostalia                                                                       |
|             |                                                                                 |
|             | Physemacris papillosa                                                           |
|             |                                                                                 |
|             | Physemacris variolosa                                                           |
|             |                                                                                 |

|  | Physemacris papillosa |
|  |                       |
|  | Physemacris variolosa |
|  |                       |